# Richard Aylmer
Richard Grenfell Aylmer (* 11. Januar 1932 in Plymouth; † 5. März 2023 in Ross-on-Wye) war ein britischer Skilangläufer.

## Werdegang
Richard Aylmer diente bei der British Army am Marinestützpunkt Devonport. Bei den Olympischen Winterspielen 1956 in Cortina d’Ampezzo brach ihm im 50-Kilometer-Rennen ein Ski. Er lieh sich einen neuen Ski und beendete das Rennen auf dem 30. und somit letzten Platz. Er gewann durch seinen Willen, den Wettkampf zu beenden, die Anerkennung des Publikums.